# Scaphytopius vinculatus
Scaphytopius vinculatus är en insektsart som beskrevs av Rauno E. Linnavuori och Delong 1978. Scaphytopius vinculatus ingår i släktet Scaphytopius och familjen dvärgstritar. Inga underarter finns listade i Catalogue of Life.